# Bras de Chilia
Le bras de Chilia (en roumain brațul Chilia, en ukrainien Кілійське гирло - Kiliys'ke guirlo) est un défluent du Danube, le plus septentrional des trois bras du delta de ce fleuve. Il a une longueur de 111 km depuis le village de Pătlăgeanca jusqu'à son débouché en mer Noire, en Ukraine, où il forme un delta secondaire.

## Géographie

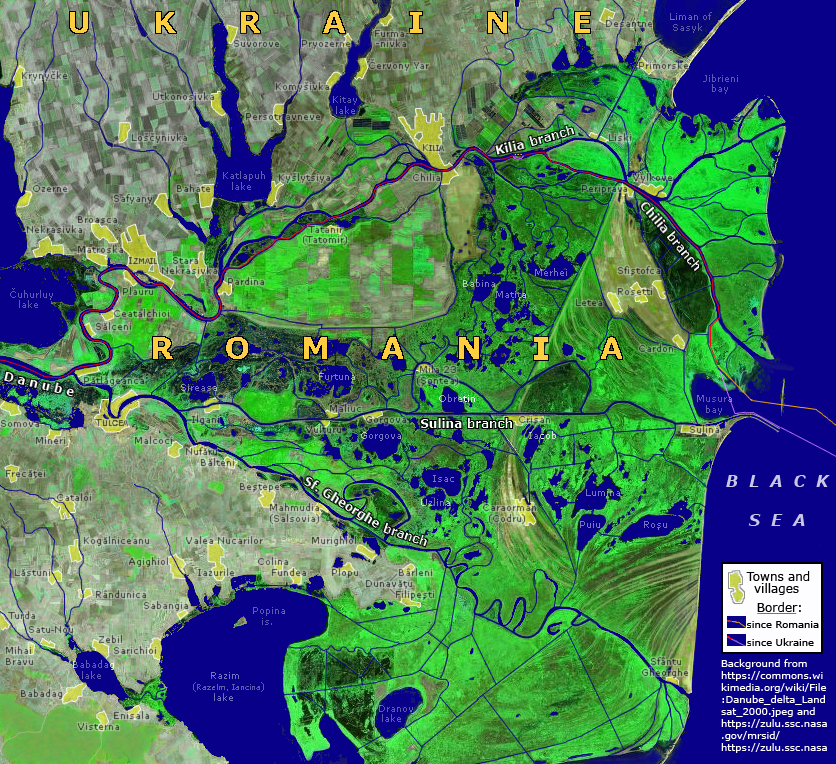
Vu de satellite, le bras de Chilia est le plus septentrional du Delta du Danube

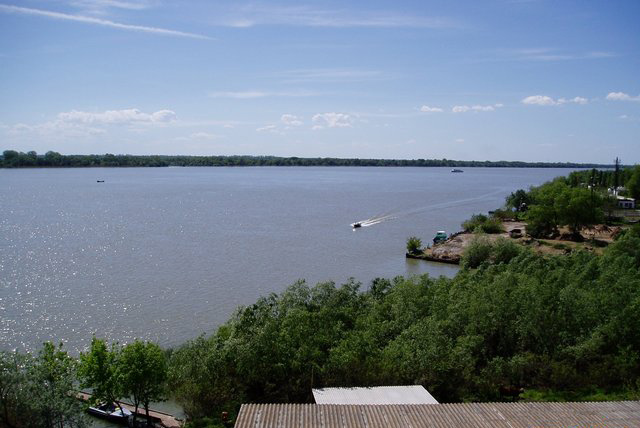
Le bras de Chilia vu de Vylkove

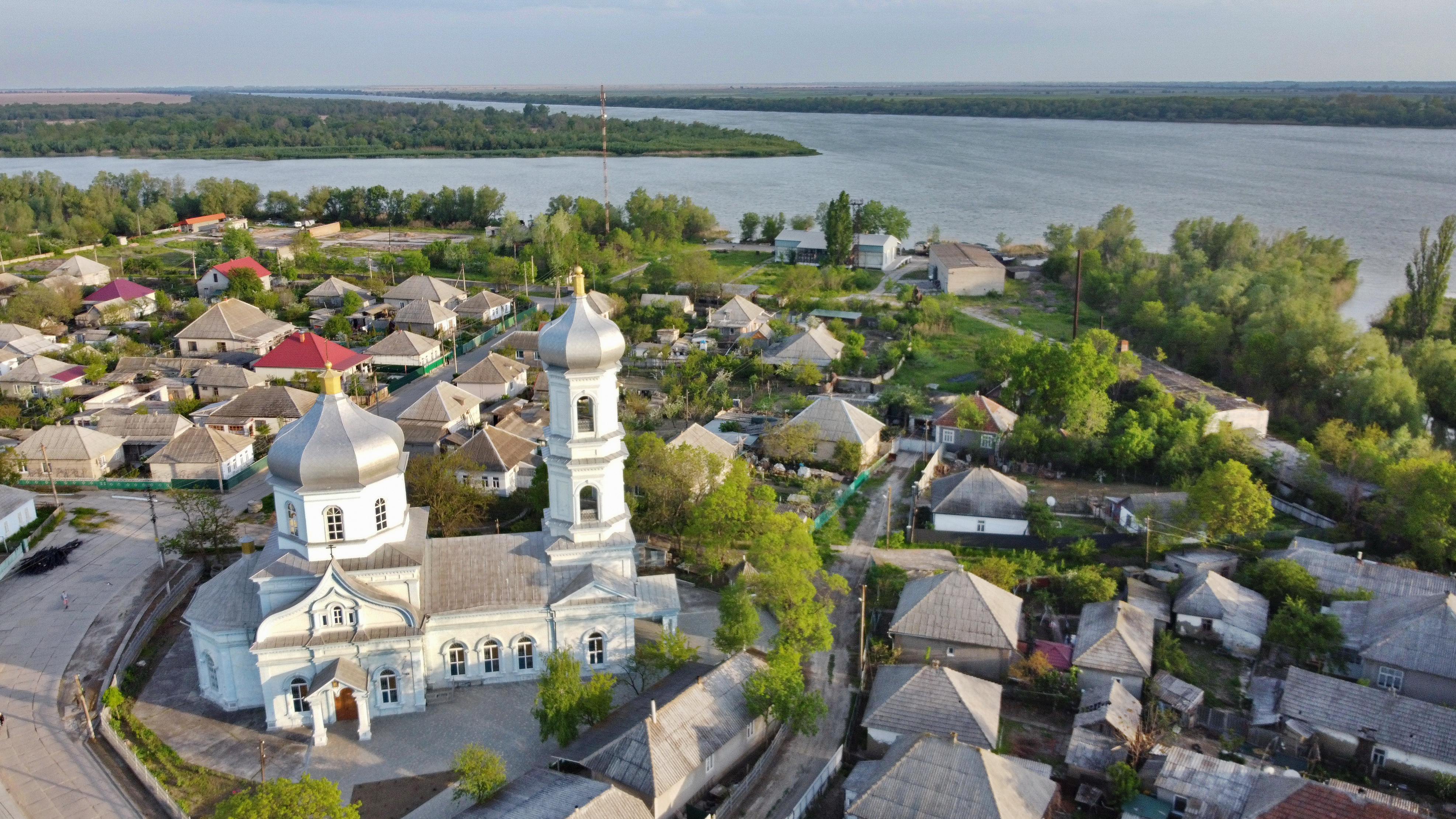
La ville ukrainienne de Vylkove

Depuis deux siècles, le bras de Chilia forme son delta secondaire à partir du port commercial maritime d'Oust-Danube (peuplé de Lipovènes) de Vylkove. Il déflue en huit bras inégaux, du nord au sud et selon les anciennes cartes marines françaises, les cartes roumaines et les cartes ukrainiennes : Belgorod (en roumain Cetății, en ukrainien Білгородський - Bilgorods'kiy), Prorva (nom unique), Otchak (Oceac ou Очаківське - Otchakivs'ke) où se trouve le port de Potopu (en ukrainien Потапів - Potapiv), Ankodin (Ancodina ou Анкудінове - Ankoudinove), Otnoin (Antonina ou Отнойно - Otnoyno), Pestchan (Pesceana ou Пісчаний - Pistchaniy), Koban (Cobana ou Кубаний - Koubaniy), Stari-Stamboul (Chilia ou Кілійське - Kiliys'ke) et Musura (nom unique). Le bras de Chilia représente 60 % du débit du Danube soit en moyenne 4 000 m3/s., et son delta secondaire est en expansion rapide grâce à l'alluvionnement. Comme la partie roumaine du Delta, le delta secondaire de Chilia abrite une réserve naturelle, dont le siège est à Vylkove.
Sur une longueur de 85,8 km, le bras de Chilia et ses abords forment à la fois la frontière roumano-ukrainienne, celle de l'Union européenne et celle de l'OTAN : à ce titre, ce parcours est très surveillé par la Frontex. Cinq îles roumaines et reconnues comme telles au Traité de Paix de Paris de 1947, puis occupés en 1948 par l'URSS et héritées en 1991 par l'Ukraine (Dalerul Mare, Dalerul Mic, Coasta Dracului, Maican et Limba) ont été en litige entre 1991 et 2009 ; le 3 février 2009, ce litige a été réglé par la Cour internationale de justice de La Haye en faveur de l'Ukraine, sauf pour l'îlot Maican, presque collé à la rive roumaine, qui reste litigieux, de même que les eaux du golfe de Musura à l'embouchure en mer Noire, près de l'île Limba.

## Histoire

La formation du delta du Danube et l'évolution de ses bras de l'Antiquité à nos jours.

Dans les chroniques et sur les portulans byzantins et génois du Moyen Âge, ce bras apparaît sous le nom de Lykostoma (« bouche des loups » en grec) ou Licostomo, nom qui désigne aussi un port situé près de l'actuelle Chilia Veche. Principale voie de navigation entre le Danube et la mer Noire, il fut disputé entre les Grecs, les Bulgares, les Russes, les Tatars, les Génois, les Dobrogéens, les Valaques, les Moldaves, les Turcs… Partagé entre la Roumanie au nord et la Turquie au sud jusqu'en 1878, puis entre l'Empire russe au nord et la Roumanie au sud jusqu'en 1918, entièrement roumain entre 1918 et 1940 et intégralement soviétique en 1948, le delta secondaire de Chilia est ukrainien depuis 1991.